# EMCE Toys
La EMCE Toys è stata un'azienda statunitense produttrice di giocattoli, fondata nel 2007 da  Paul Clarke e Joe Sena per la realizzazione di action figure da 8 pollici (20 cm), sullo stile delle classiche action figure della Mego degli anni settanta, in particolare quelle di Star Trek, realizzate in collaborazione con Diamond Comics, e quelle dei supereroi dei fumetti DC Comics, realizzate in collaborazione con la Mattel.

## Storia
La EMCE toys è stata fondata nel 2007 da Paul Clarke, noto come Dr. Mego, e Joe Sena della Spherewerx Micromedia, con il proposito di far rivivere l'epoca d'oro delle action figure da 8 pollici (20 cm) della Mego degli anni settanta, che a sua volta si basava sui personaggi della serie televisiva originale degli anni sessanta. La grafica delle confezioni delle action figure prodotte dalla EMCE Toys riflette questa volontà di far rivivere i giocattoli della Mego degli anni settanta. Il packaging di molti dei prodotti della EMCE sono stati realizzati dall'ex direttore artistico della Mego Harold Shull. Tra le tante ditte che si sono avventurate nella realizzazione di repro delle celebri action figure della Mego, la EMCE Toys è l'unica ad aver lavorato in stretta sinergia con l'ex-presidente della Mego Marty Abrams, tanto che il suo volto compare su molti dei prodotti della EMCE.
Distribuita dalla Diamond Comic Distributors inc, la EMCE Toys ha esordito riproducendo i personaggio più noti della linea classica di action figure Mego di Star Trek, ma presto espandendola con altri personaggi nello stile delle action figure Mego degli anni settanta. Questa linea infatti comprendeva personaggi come Khan, Sulu e Chekov, precedentemente non realizzati dalla Mego, oltre a una più fedele e accurata rappresentazione del Gorn, rispetto a quella originale (da sempre criticata dai fan perché ritenuta troppo distante dal Gorn che appare nell'episodio Arena), cosa che è stata molto apprezzata dai fan. La linea avrebbe dovuto inoltre comprendere altri nuovi personaggi quali il capitano Pike; Vina come orioniana; l'infermiera Chapel e il Vampiro del Sale, ma di tali figure vennero messi in commercio solamente Pike e il Vampiro del Sale, mentre Vina e Christine Chapel rimasero al livello di soli prototipi. In seguito a questi si sarebbero dovute aggiungere le figure di Lokai (uno dei due Cheroniani, assieme a Bele, protagonisti dell'episodio Sia questa l'ultima battaglia) e quella di una generica "maglia rossa", ovvero di un guardiamarina con la divisa del colore della sezione operazioni: chi la portava nella serie classica, era aneddoticamente destinato a morire per primo.
La EMCE e la Diamond hanno inoltre collaborato a una riedizione dei personaggi della linea Planet of the Apes della Mego, basata sull'omonimo franchise de Il pianeta delle scimmie, per la quale sono stati commercializzati quattro personaggi: Cornelius, Soldier Ape, Zira e Zaius.
Nel 2008, con la sola licenza EMCE, è stata prodotta una linea di due personaggi intitolata Night of the Living Dead, basata sui classici zombi del film omonimo di George A. Romero. La linea prevede i personaggi dello Graveyard Zombie, uno zombi dalla pelle azzurra in abito nero, commercializzato in due versioni, con i capelli biondi e con i capelli bianchi, e Ben, un umano afroamericano, basato sull'omonimo personaggio interpretato nel film da Duane Jones.
Nel luglio del 2009 al ComiCon di San Diego viene annunciata una collaborazione tra la Mattel e la EMCE nel far rivivere i supereroi della DC Comics della classica linea della Mego da 8 pollici (20 cm) World's Greatest Superheroes, ma non si tratta di una riproduzione fedele dei personaggi degli anni settanta della Mego, ma di una loro rivisitazione e modernizzazione, mantenendo tuttavia intatto lo stile classico della linea di action figure originale. La linea, intitolata Retro-Action DC Superheroes, viene distribuita dalla Mattel, ma viene realizzata sotto la stretta supervisione di Paul Clarke e Joe Sena, con l'aiuto e il supporto della comunità di realizzatori di action figure custom del Mego Museum. Per la prima wave del 2010 vengono prodotti i personaggi di Superman, Lex Luthor, Freccia Verde, Lanterna Verde e Sinestro, annunciando inoltre due ulteriori wave di personaggi. Insolitamente per la Mattel, però, la distribuzione di questa linea di action figure destinate al collezionismo non copre completamente tutti i negozi, dato che alcune catene ricevono un sufficiente rifornimento di personaggi, mentre altre non li ricevono affatto. Tuttavia la casa di giocattoli statunitense dedica una particolare attenzione all'assistenza post-vendita, offrendosi di sostituire le figure danneggiate. Nell'autunno del 2010 esce una seconda wave che prevede i personaggi di Aquaman, Batman, Black Manta e Due Facce e che viene distribuita nella catena TJ Maxx. A questa fanno seguito prima una terza wave, che prevede i personaggi di Wonder Woman, Cheetah, Flash e Captain Cold, poi una quarta, che prevede i personaggi di Shazam, Martian Manhunter, Black Adam e Darkseid. Nella primavera del 2011 la Mattel conferma che la linea non continuerà nel 2012 e che l'ultima wave prevista, dall'originaria uscita in luglio, viene rimandata a tempo indefinito. La quinta wave vede la luce infatti come esclusiva per Matty Collector e prevede solamente i due personaggi di Guy Garnder e di Sinestro con il costume giallo. Le reazioni a questa linea da parte dei collezionisti è stata contrastante e la cattiva distribuzione non ha giocato a suo favore, il risultato tuttavia è di aver visto la produzione di 25 nuove action figure di supereroi dei fumetti in stile Mego.
Nel 2010 Mattel ed EMCE lanciano una linea di action figure da 8 pollici (20 cm) Mego like di personaggi The Real Ghosbusters basata sulla serie animata omonima. A differenza della linea Retro-Action DC Superheroes, questa linea gode di una migliore e più attenda distribuzione. La prima wave prevede i personaggi di Egon, Ray, Winston e Peter. La distribuzione di qeusti personaggi ha successo e viene così pianificata una seconda wave che prevede una confezione contenente i personaggi di Janine e Samhain, oltre alla mascotte Slimer.
Nel febbraio del 2010 la EMCE e la Diamond annunciano la realizzazione di una linea di action figure, nello stile delle medesime della Mego degli anni settanta, basata sugli Universal Classic Monsters e intitolata Universal Studio Monsters, venendo così a "correggere" quello che molti collezionisti considerano come uno dei "più grandi errori" commessi dalla Mego in termini di licenze. Nell'autunno del 2010 vengono annunciati 4 personaggi: Dracula, Frankenstein, la Mummia e l'Uomo Lupo (i protagonisti della celebre linea della Mego Mad Monsters). Tutti presentano nuovi e maggiormente dettagliati indumenti e nuove sculture delle teste. Nel corso del 2010 vengono commercializzati i primi due personaggi, Frankenstein e l'Uomo Lupo; nel 2011 compaiono la Mummia e Dracula; al Toyfair 2012 vengono annunciati i personaggi de La moglie di Frankenstein e del Gill-Man de Il mostro della laguna nera.

## Prodotti
- Action figure da 8 pollici (20 cm):
  - Star Trek (in collaborazione con Diamond Comic)[1][2][3]:
    - James T. Kirk
    - Spock
    - Leonard McCoy
    - Montgomery Scott
    - Hikaru Sulu: nuovo personaggio, non presente nella linea Mego)
    - Pavel Chekov: nuovo personaggio, non presente nella linea Mego)
    - Klingon
    - The Keeper: alieno ibrido tra i Talosiani dell'episodio Lo zoo di Talos e il "pupazzo" dell'episodio L'espediente della carbonite
    - Cheronian nero sul lato destro e bianco sul lato sinistro (come Bele)
    - Gorn: personaggio rivisitato rispetto a quello presente nella linea Mego
    - Khan Noonien Singh: nuovo personaggio, non presente nella linea Mego
    - Romulan
    - Andorian
    - Mugato
    - Christopher Pike: nuovo personaggio, non presente nella linea Mego
    - Christine Chapel: nuovo personaggio, non presente nella linea Mego (solo prototipo)
    - Salt Vampire: nuovo personaggio, non presente nella linea Mego
    - Vina come orioniana: nuovo personaggio, non presente nella linea Mego (solo prototipo)
    - Cheronian bianco sul lato destro e nero sul lato sinistro (come Lokai): nuovo personaggio, non presente nella linea Mego (solo prototipo)
    - "Red Shirt" (solo prototipo)

  - Planet of the Apes (in collaborazione con Diamond Comic)[1][4]:
    - Cornelius
    - Soldier Ape
    - Zira
    - Zaius

  - Night of the Living Dead[1][5]:
    - Graveyard Zombie
    - Ben

  - Retro-Action DC Superheroes (in collaborazione con Mattel):
    - Green Arrow
    - Superman
    - Lex Luthor
    - Green Lantern
    - Sinestro (in esclusiva per Toys Я Us)
    - Batman
    - Two Face
    - Aquaman
    - Black Manta (in esclusiva per Toys Я Us)
    - Wonder Woman
    - Cheetah
    - Flash
    - Captain Cold
    - Shazam
    - Black Adam
    - Martian Manhunter
    - Darkseid
    - Guy Gardner (in esclusiva per Matty Collector)
    - Sinestro in costume giallo (in esclusiva per Matty Collector)
    - John Stewart (in esclusiva per Matty Collector)
    - Kyle Raynor (in esclusiva per Matty Collector)

  - Retro-Action The Real Ghostbusters (in collaborazione con Mattel)
    - Egon
    - Ray
    - Winston
    - Peter
    - Janine
    - Samhain
    - Slimer

  - Universal Studio Monsters (in collaborazione con Diamond Comic)[8]:
    - Dracula
    - Frankenstein
    - la Mummia
    - L'Uomo Lupo
    - La moglie di Frankenstein
    - Gill-Man

  - War of the Dead